# Ptisciana lilacina
Ptisciana lilacina är en fjärilsart som beskrevs av Moore 1888. Ptisciana lilacina ingår i släktet Ptisciana och familjen trågspinnare. Inga underarter finns listade.